# Hans von Rohwedel (Landrat, 1740)
Hans von Rohwedel (*  1740; † 1785) war ein preußischer Capitain und Landrat.

## Herkunft
Hans von Rohwedel war der Sohn von George Friedrich von Rohwedel (1711–1765), preußischer Landrat des Kreises Damburg, und dessen Ehefrau Anna Sabina (* 1724 oder 1734; † 1778), geb. von Küssow.

## Leben
Nachdem er im Infanterie-Regiment von Lestwitz bis zum Rang eines Capitains aufgestiegen war, wurde er um das Jahr 1767 wegen einer Überziehung seines Urlaubs „kassiert“ (Entlassen). Im Anschluss verbüßte er für zwei Jahre bis Mitte 1770 eine Festungsstrafe in Neisse. Eine beantragte zivile Versorgung wurde im Oktober 1770 abschlägig beschieden. Ab 1772 amtierte er als Landrat im Kreis Inowrazlaw. Ihm im Amt folgte im Frühjahr 1775 Xaver Andreas von Oppeln-Bronikowski. Im Jahr 1785 ist er, zuletzt als Kreissteuereinnehmer fungierend, in Schwiebus verstorben.

## Persönliches
Hans von Rohwedel war Erbherr auf Wusterwitz. Am 5. Juli 1776 erwarb er das Gut Kitzerow im Kreis Saatzig für 9.540 Taler. Er war seit 1782 mit Auguste Juliane (1749–1824), geb. von Brederlow, verheiratet.